# Wilhelm I. (Jülich)

Wappen Wilhelms von Jülich

Wilhelm von Jülich (* um 1299; † 26. Februar 1361) war ab 1328 als Wilhelm V. Graf von Jülich. Die Nummerierung der Grafen von Jülich ist jedoch in der Literatur nicht einheitlich, so wird er mitunter auch als Wilhelm VI. gezählt, da der Sohn und Mitregent Wilhelms IV. ebenfalls als Wilhelm V. gezählt wird. Als Markgraf (seit 1336) und als Herzog (seit 1356) wird er als Wilhelm I. gezählt.

## Leben
Wilhelm war der Sohn von Graf Gerhard V. von Jülich und Elisabeth von Brabant-Arschot, einer Tochter Graf Gottfrieds. Er folgte seinem Vater 1328 als Graf von Jülich. Sein Bruder Walram wurde 1332 Erzbischof von Köln. Damit wurden die einstigen Gegner Kurköln und Jülich zu Verbündeten. In der Folgezeit rückten sie von Frankreich ab und unterstützten Kaiser Ludwig IV., der Wilhelm 1336 zum Markgrafen und Reichsfürsten erhob. Nach dem Tod Ludwigs wechselte Wilhelm in das Lager Karls IV. 1340 wurde er von Eduard III. zum Earl of Cambridge ernannt. Die Ehe seines ältesten Sohnes Gerhard führte zum Anfall von Ravensberg (1346) und Berg (1348). Einem Aufstand der Jülicher Ritterschaft schlossen sich auch seine Söhne an. Er wurde 1349 gefangen genommen und erst 1351 – auf äußeren Druck – wieder freigelassen. Im Jahre 1356 wurde er zum Herzog erhoben. Nach seinem Tod 1361 fiel das Herzogtum Jülich an seinen zweitältesten Sohn Wilhelm II. Die Nachfolger seines ältesten Sohns Gerhard regierten in Berg und Ravensberg. Nach dem Tod seines Enkels Rainald, 1423, wurden die Herzogtümer Jülich und Berg sowie die Grafschaft Ravensberg von seinem Urenkel Adolf aus der Seitenlinie Berg in einer Hand vereinigt. Wilhelm wurde wie auch seine 1374 verstorbene Gattin in Nideggen beigesetzt.

## Familie
Wilhelm heiratete 1324 Johanna (1315–1374), eine Tochter von Wilhelm III. Graf von Holland und Johanna von Valois. Der Ehe entstammten sechs Kinder:
- Gerhard VI. († 1360) Graf von Berg ⚭ 1338 Margarete von Ravensberg-Berg (um 1320–1389)
- Wilhelm II. (um 1325–13. Dezember 1393) Herzog von Jülich ⚭ Maria von Geldern
- Richardis († 1381) ⚭ vor 1355 Engelbert III. (um 1330–1391) Graf von der Mark
- Philippa († 1390) ⚭ 1357 Gottfried III. († 1395) Graf von Looz, Herr von Heinsberg
- Johanna (* um 1335; † vor 21. Februar 1367) ⚭ 1352 Wilhelm I. von Isenburg Graf zu Wied (ca. 1306; † 17. Juli 1383)
- Isabella († 1411) ⚭ John, 3. Earl of Kent (1330–1352), Sohn von Edmund of Woodstock